# Viva! Spark!トロピカル〜ジュ!プリキュア with トロピカる部/なかよしのうた/あこがれ Go My Way!!
「Viva! Spark!トロピカル〜ジュ！プリキュア with トロピカる部/なかよしのうた/あこがれ Go My Way!!」（ビバ！スパーク！トロピカルージュ！プリキュア ウィズトロピカるぶ/なかよしのうた/あこがれゴーマイウェイ!!）は、Machico・トロピカる部/ローラ（日高里菜）/北川理恵・吉武千颯のシングル。2021年8月11日にマーベラスから発売された。

## 概要
朝日放送テレビ（ABCテレビ）製作・テレビ朝日系列で放送のテレビアニメ『トロピカル〜ジュ!プリキュア』の後期主題歌・挿入歌を収録したスプリット・シングル。
後期オープニングテーマの「Viva! Spark!トロピカル〜ジュ！プリキュア withトロピカる部」は、Machicoによる前期オープニングテーマ「Viva! Spark!トロピカル〜ジュ！プリキュア」のリニューアル版で、新たにアニメの主要キャスト5人（ファイルーズあい・花守ゆみり・石川由依・瀬戸麻沙美・日高里菜）が「トロピカる部」名義でコーラスとして参加している。
挿入歌の「なかよしのうた」は、ローラ（キュアラメール）役の日高里菜がキャラクター名義で歌唱を担当、このシングルが初収録となる。後期エンディングテーマ『あこがれ Go My Way!!』は、これまでのシリーズ作品の主題歌を担当した北川理恵と、前期エンディングテーマ『トロピカ I・N・G』を担当した吉武千颯によるデュエット曲となっている。
前作同様DVD付属盤と通常盤の2種類が発売されており、DVD付属盤にはオープニング・エンディングのノンテロップムービーが収録されている。エンディングテーマの振り付けはCRE8BOYが担当している。また、初回限定封入特典として、いずれの盤にもスーパーアート6色印刷仕様のキャンバスブロマイドと2021年9月27日に開催された公式ライブ「トロピカル〜ジュ!プリキュアLIVE2021 Viva!トロピカSUMMER!LIVE」の先行抽選応募券が同梱された。CDジャケットには5人のプリキュアが描かれており、DVD付属盤はクリアシートを3枚重ねた特別仕様、通常盤についてはCDだけでなく音楽配信での専用ジャケットも用意されている。
本作の収録曲「Viva! Spark!トロピカル〜ジュ！プリキュア withトロピカる部」は2021年10月23日公開の『映画 トロピカル～ジュ!プリキュア 雪のプリンセスと奇跡の指輪!』のオープニングテーマとしても流れている。

## 収録曲
1. Viva! Spark!トロピカル〜ジュ！プリキュア with トロピカる部
歌：Machico、コーラス：トロピカる部[メンバー 1]
作詞：大森祥子、作曲・編曲：EFFY
  - 朝日放送テレビ・テレビ朝日系列テレビアニメ『トロピカル〜ジュ！プリキュア』後期オープニングテーマ
  - 東映系アニメ映画『映画 トロピカル～ジュ！プリキュア 雪のプリンセスと奇跡の指輪!』オープニングテーマ
2. なかよしのうた
歌：ローラ（CV：日高里菜）
作詞：六ツ見純代、作曲・編曲：高木洋
  - 朝日放送テレビ・テレビ朝日系列テレビアニメ『トロピカル〜ジュ！プリキュア』挿入歌
3. あこがれ Go My Way!!
歌：北川理恵・吉武千颯
作詞：こだまさおり、作曲・編曲：馬瀬みさき・堀本陸
  - 朝日放送テレビ・テレビ朝日系列テレビアニメ『トロピカル〜ジュ！プリキュア』後期エンディングテーマ
4. なかよしのうた（オリジナル・メロディー入り・カラオケ／オリジナル・カラオケ）
CD+DVD盤はオリジナル・メロディー入り・カラオケ、通常盤はオリジナル・カラオケという仕様になっている。
5. あこがれ Go My Way!!（オリジナル・メロディー入り・カラオケ／オリジナル・カラオケ）
CD+DVD盤はオリジナル・メロディー入り・カラオケ、通常盤はオリジナル・カラオケという仕様になっている。

### DVD（CD+DVD盤のみ同梱）
1. オープニング「Viva! Spark!トロピカル〜ジュ！プリキュア withトロピカる部」ノンテロップ映像
2. エンディング「あこがれ Go My Way!!」ノンテロップ映像

### ユニットメンバー
1. 1 2 3  ファイルーズあい、花守ゆみり、石川由依、瀬戸麻沙美、日高里菜